# مگر من چه کرده‌ام؟ (فیلم)
مگر من چه کرده‌ام؟ (اسپانیایی: ¿Qué he hecho yo para merecer esto?‎) فیلمی به کارگردانی پدرو آلمودوار است که در سال ۱۹۸۴ منتشر شد.

## بازیگران
- کارمن مائورا
- ورونیکا فورکه
- چوش لمپراوه
- آگوستین آلمودوار
- سیسیلیا روت
- آنخل دی آندرس لوپز
- پدرو آلمودوار
- امیلیو گوتیه‌رس کابا